# 黄伯云
黄伯云（1945年11月24日—），男，汉族，湖南益阳人，中国粉末冶金专家，中国工程院院士。

## 生平
1969年毕业于中南矿冶学院粉末冶金专业，后赴美留学，1980年-1986年在美国爱阿华州立大学及埃姆斯实验室分别获硕士、博士学位，后归国从事粉末冶金科研工作，2001年12月至2011年10月任中南大学校长，2012年12月任湖南省科协九届委员会主席。他主持研究的“高性能炭/炭航空制动材料的制备技术”，2004年荣获国家技术发明一等奖，该奖项之前连续六年空缺。2006年5月，中国科学技术协会第七届全国代表大会召开，选举产生第七届委员会，他当选为副主席。2011年5月30日，中国科协第八次全国代表大会上，出任中国科协副主席。